# عليكه (مقاطعة دالاهو)
عليكه (بالفارسية: علیکه) هي قرية تقع في كرمانشاه في إيران. يقدر عدد سكانها بـ 43 نسمة بحسب إحصاء 2016.